# Ixtli Martínez
 (juillet 2010).
Si vous disposez d'ouvrages ou d'articles de référence ou si vous connaissez des sites web de qualité traitant du thème abordé ici, merci de compléter l'article en donnant les références utiles à sa vérifiabilité et en les liant à la section « Notes et références ».
Ixtli Xóchitl Martínez Jiménez est une journaliste mexicaine, qui travaille à la radio et la télévision.

## Biographie
Ixtli Xóchitl Martínez Jiménez est née à Oaxaca de Juárez en 1976.
Elle est mariée au journaliste Virgilio Sanchez.

## Parcours
En tant que communicatrice elle a travaillé dans diverses stations de radio et des journaux locaux Oaxaca.
Elle a également été correspondant de la radio des nouvelles Carlos Loret de Mola et journaliste pour le magazine Contralínea.
En 2008 elle a reçu le prix "Liberté, Woman's Word" pour travail. Elle est actuellement le correspondant nouvelles pour MVS.
Récemment elle a reçu une balle dans la cuisse, victime d'une attaque le 10 juin 2010, alors qu'elle couvrait des événements dans la Faculté de droit de l'Universidad Benito Juárez de Oaxaca.